# Jonas Hofmann (Fußballspieler, 1997)
Jonas Hofmann (* 7. Februar 1997 in Bamberg) ist ein deutscher Fußballspieler. Der offensive Mittelfeldspieler steht seit Anfang Oktober 2020 bei Energie Cottbus unter Vertrag und ist ehemaliger Nachwuchsnationalspieler.

## Karriere

### Verein
Der gebürtige Oberfranke Hofmann begann bei der SpVgg Etzelskirchen im mittelfränkischen Landkreis Erlangen-Höchstadt mit dem Fußballspielen. Über den 1. FC Falke Röbersdorf gelangte er schließlich als Achtjähriger im Jahr 2005 zum Bundesligisten 1. FC Nürnberg. Nach einem Sichtungstag auf dessen Trainingsgelände für Nachwuchsmannschaften durfte er sich dem Club anschließen und wurde in sämtlichen Jugendmannschaften ausgebildet.
Zur Regionalligasaison 2016/17 rückte er in die zweite Mannschaft der Nürnberger auf. Gleich am ersten Spieltag debütierte Hofmann unter dem späteren Trainer der Profis, Michael Köllner, gegen den FC Augsburg II (1:1) am 16. Juli 2016 nach einer Einwechslung in der 86. Minute.
Nach zwei Spielzeiten in der fränkischen Heimat wechselte Hofmann zur Drittligasaison 2018/19 zum Vorjahres-Sechzehnten Sportfreunde Lotte nach Westfalen. Dort ging er nach der Vorbereitung gleich als Stammspieler in die Saison, absolvierte 30 Ligaspiele und stieg mit den Sportfreunden am Saisonende in die Regionalliga West ab.
Zur Saison 2019/20 wechselte Hofmann zum FC Schalke 04, in dessen zweiter Mannschaft er seitdem spielt. Am 31. Bundesligaspieltag debütierte der Mittelfeldspieler im Heimspiel gegen Bayer 04 Leverkusen unter David Wagner in der höchsten deutschen Spielklasse, nachdem die Regionalligasaison aufgrund der COVID-19-Pandemie vorzeitig abgebrochen worden war.
Mit dem Beginn der Saison 2020/21 gehörte Hofmann wieder fest dem Kader der zweiten Mannschaft an. Nach 4 Regionalligaeinsätzen wechselte er Anfang Oktober kurz vor dem Ende der Transferperiode in die Regionalliga Nordost zu Energie Cottbus.

### Nationalmannschaft
Jonas Hofmann ist sechsfacher deutscher Juniorennationalspieler.